# Verily
Verily，原名为Google X生命科学部门，致力于生命科学的研究。2015年8月10日，谢尔盖·布林称Verily将会成为Alphabet的一家子公司独立运营。

## 主要工作
Verily的研发团队并不局限于具体的疾病，而是会使用各种全新的诊断工具搜集大量不同的样本。之后，Google便会利用其计算能力寻找这些信息中隐藏的“生物标签”，从而帮助医疗研究人员提前发现疾病。